# La Poste Monaco
La Poste Monaco è il servizio postale del Principato di Monaco. La sede è in Palais de la Scala 1, Avenue Henri Dunant. Il servizio postale di Monaco si compone di 7 filiali all'interno del Principato:
- Monte-Carlo: 21, Avenue de l'Hermitage (sede centrale)
- Monaco Condamine: 12, Chemin de la Turbie
- Monaco-Ville: Place de la Mairie
- Monte-Carlo Moulins: Rue des Orchidées
- Monaco Fontvielle: 3, Place du Campanin
- Monte-Carlo Larvotto: Avenue Principesse Grâce

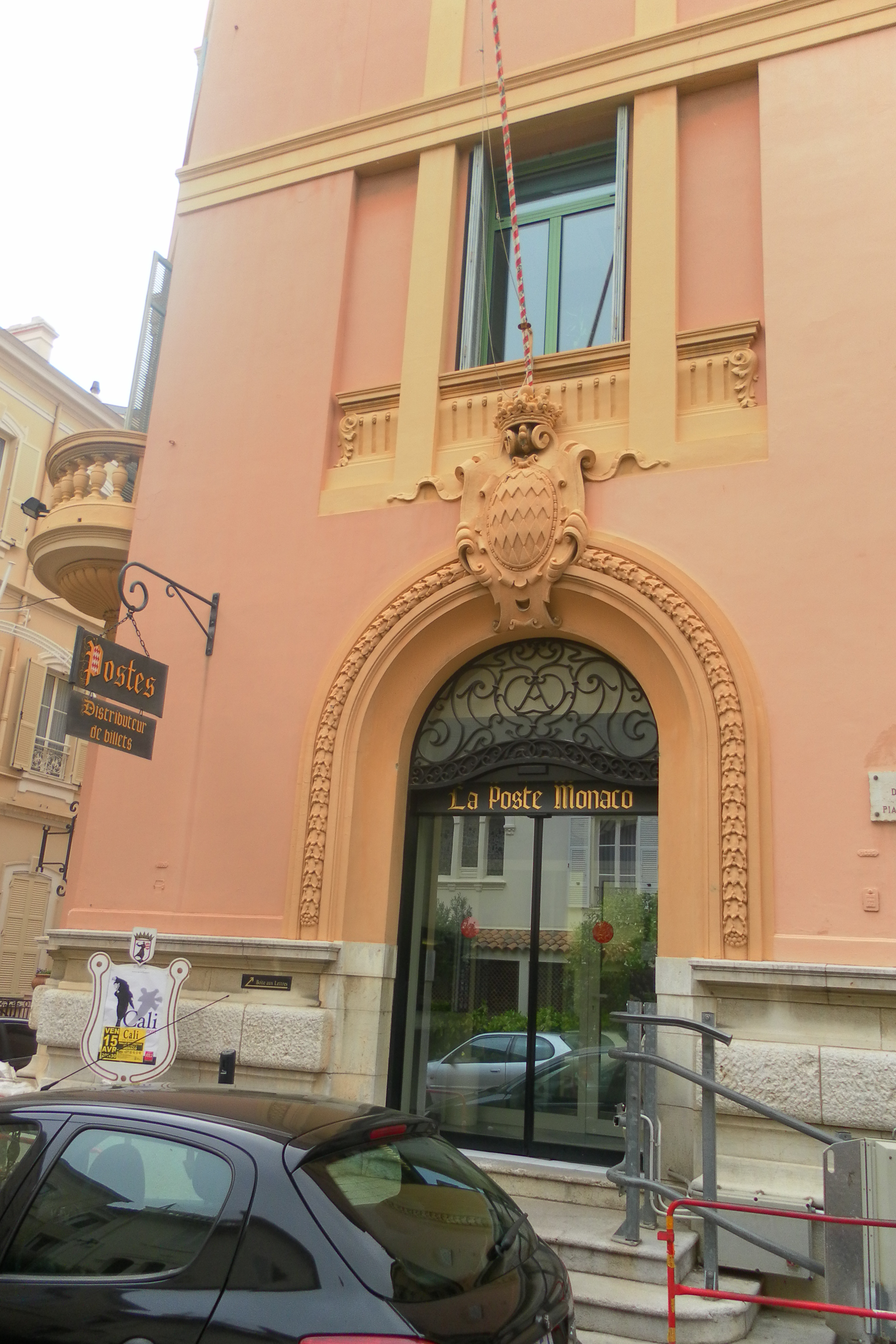
L'ufficio postale a Monaco-Ville.

- Monaco Herculis: Rue de la Colle

## Storia
Il servizio postale nel Principato di Monaco comincia grazie al trattato d'amicizia franco-monegasco del 1640. I primi francobolli monegaschi vengono stampati solo a partire dal 1885 col principe Carlo III. Il servizio postale nasce solo nel 1937 grazie a Luigi II.
L'attuale società è controllata dal gruppo La Poste S.A., operante principalmente nella Francia metropolitana.
La Poste Monaco è membro dell'Small European Postal Administrations Cooperation dal 1998.